# 서프사이드 (플로리다주)

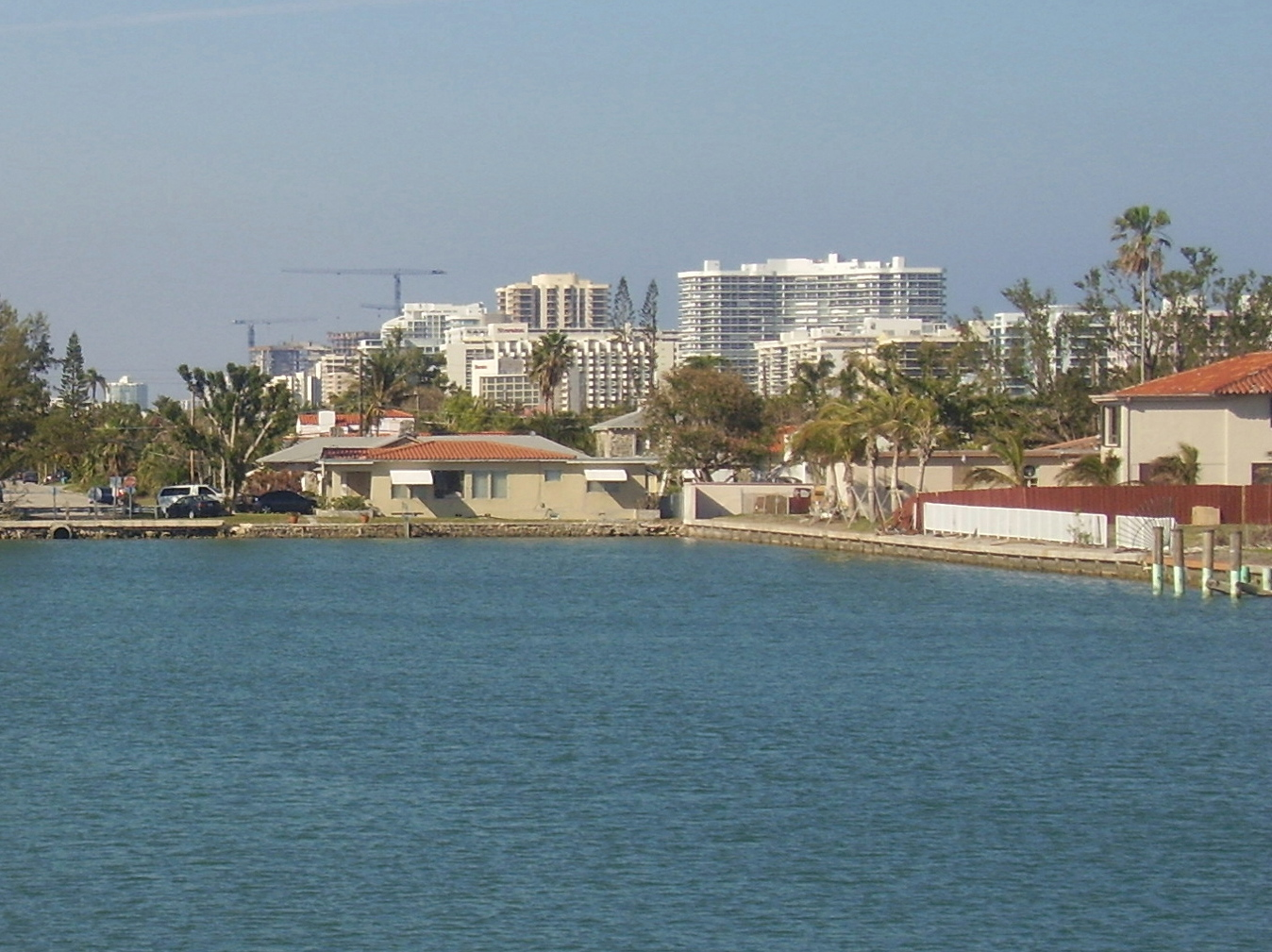

서프사이드(영어: Surfside)는 미국 플로리다주 마이애미데이드군에 있는 도시이다. 2010년 기준으로 인구는 5,744명이다. 서프사이드는 대서양의 서프사이드 해변에 인접한 여러 다층 콘도미니엄 건물이 있는 해변가 도시이다. 서프사이드는 마이애미 대도시 지역에서 제일 잘 알려진 유대인 커뮤니티로, 약 2,500명의 유대인이 서프사이드에 거주하고 있다.